# Jordi Martí i Galbis
Jordi Martí i Galbis (Barcelona, 29 d'abril de 1961) és un advocat i polític català, actual regidor i president del grup municipal de Junts per Catalunya a l'Ajuntament de Barcelona des del 2024.

## Vida personal i Estudis
Nascut a la ciutat de Barcelona el 29 d'abril de 1961, es va llicenciar en Dret a la Universitat de Barcelona a l'any 1986 i es diplomà en Comunitats Europees pel Patronat Català Pro Europa i el Ministeri d'Afers Exteriors d'Espanya al 1990 i en Funció Gerencial a les Administracions Públiques a ESADE al 1993. És pare de dues filles.

## Trajectòria política

### Cap de Gabinet als Departaments de Sanitat i Presidència
Militant de Convergència Democràtica de Catalunya des dels 18 anys i membre del seu Consell Nacional, va ser secretari general de la Joventut Nacionalista de Catalunya del 1988 al 1989. El 1993 fou nomenat cap del Gabinet del conseller de Sanitat i Seguretat Social de la Generalitat de Catalunya, i el 1996 cap del Gabinet del Conseller de la Presidència de la Generalitat de Catalunya, essent titular d'ambdues conselleries Xavier Trias.

### Diputat a les Corts Espanyoles
Fou elegit diputat per la província de Barcelona per CiU a les eleccions generals espanyoles de 2000. Al partit, ostentava el càrrec de President del Comitè Executiu de la Federació de Barcelona de CDC, essent també membre del Comitè Executiu Nacional. Posteriorment, va exercir diverses responsabilitats directives a les mútues d'accidents de treball i malalties
professionals Midat Mutua i MC Mutual.

### Regidor a l'Ajuntament de Barcelona

#### Eleccions municipals del 2011
Després de la victòria de CiU a les eleccions municipals de 2011 a Barcelona, fou escollit regidor del districte de Sants-Montjuïc, càrrec que compaginà amb el de regidor de Presidència i Territori, havent entrat CiU al govern de la Ciutat Comtal amb Xavier Trias encapçalant l'alcaldia.

#### Eleccions municipals del 2015
A les eleccions municipals de 2015 a Barcelona, fou escollit regidor del districte de Sarrià-Sant Gervasi, essent elegit regidor-president del Consell Municipal del Districte de Sarrià. Malgrat això, el grup municipal de CiU passà a l'oposició, havent guanyat Ada Colau (Barcelona en Comú) les eleccions a la capital catalana.
Amb la dissolució de CDC i la fundació del PDeCAT, Martí Galbis n'esdevé associat al 2017. Finalment, però, amb la fundació de Junts per Catalunya i la seva evolució al partit que es avui, s'en fa membre i ho segueix sent a dia d'avui.

#### Eleccions municipals del 2019
Fou novament escollit regidor del districte de Sarrià-Sant Gervasi, renovant el càrrec de regidor-president del Consell Municipal del Districte a les eleccions municipals de 2019 a Barcelona. Amb la renúncia d'Elsa Artadi al 2022, la substitueix com a portaveu del grup municipal de Junts per Catalunya.

#### Eleccions municipals del 2023
A les eleccions municipals de 2023 a Barcelona, fou escollit altra vegada regidor del districte de Sarrià-Sant Gervasi i regidor-president del Consell Municipal del Districte. Tot i la victòria de la candidatura de TriasxBCN, encapçalada per l'exalcalde Xavier Trias, un pacte d'última hora entre el PSC, Barcelona en Comú i el PP, va evitar que fos invesit, tot fent alcalde a Jaume Collboni.  Així doncs, tornant a estar a l'oposició, renova el càrrec de portaveu del grup municipal de Junts per Catalunya a la Ciutat Comtal.
Amb la renúncia de l'exalcalde Xavier Trias el 26 de juliol de 2024, Martí Galbis assumeix la presidència del grup municipal de Junts per Catalunya. A dia d'avui, és un dels possibles candidats del seu grup a les eleccions municipals del 2027 a Barcelona.